# Ternate (langue)
Pour les articles homonymes, voir Ternate.
Le ternate est une langue papoue  parlée en Indonésie, dans les Moluques du Nord et particulièrement à Ternate, Kayoa, Bacan, îles Obi et des communautés côtières d'Halmahera, par 42 000 locuteurs (Wurm et Hattori, 1981). Elle est très proche du tidore parlé à Tidore, l'autre île aux Épices. Elle sert de lingua franca dans le nord et le nord-est d'Halmahera avec au moins  20 000 locuteurs en seconde langue.

## Classification
Le ternate fait partie de la famille des langues halmahera du Nord.